# Лановое (село)
Лановое (укр. Ланове) — село, относится к Березовскому району Одесской области Украины.
Население по переписи 2001 года составляло 225 человек. Почтовый индекс — 67350. Телефонный код — 4856. Занимает площадь 0,455 км². Код КОАТУУ — 5121280807.

## История
В 1945 г. Указом ПВС УССР хутор Калаглия переименован в Лановый.

## Местный совет
67350, Одесская обл., Березовский р-н, с. Викторовка, ул. Лермонтова, 1